# Błotnica Strzelecka (stacja kolejowa)
Błotnica Strzelecka – stacja kolejowa w miejscowości Błotnica Strzelecka, w województwie opolskim, w powiecie strzeleckim, w gminie Strzelce Opolskie, w Polsce.

## Ruch pasażerski
| Rok  | Wymiana pasażerska na dobę |
| ---- | -------------------------- |
| 2017 | 50-99                      |
| 2022 | 100-149                    |

Miejscowy dworzec kolejowy został poważnie uszkodzony podczas przejścia trąby powietrznej w 2008 i później rozebrany.